# Macrotylus vanduzeei
Macrotylus vanduzeei är en insektsart som beskrevs av Knight 1932. Macrotylus vanduzeei ingår i släktet Macrotylus och familjen ängsskinnbaggar. Inga underarter finns listade i Catalogue of Life.